# Tubercule infra-condylaire
Le tubercule infra-condylaire (ou tubercule de Gerdy) est un tubercule de l'épiphyse proximale du tibia. Son ancienne dénomination vient du chirurgien français Pierre Nicolas Gerdy (1797–1856).

## Description
Le tubercule infra-condylaire est une facette lisse située à l'avant de la face latérale du condyle latéral du tibia, juste en dessous de l'articulation du genou et adjacente à l'articulation tibio-fibulaire proximale.
C'est le point d'insertion tibial du tractus ilio-tibial.
Le nerf fibulaire commun et le muscle tenseur du fascia lata passent à proximité..

## Aspect clinique
Il est utilisé comme site d'insertion d'une aiguille périostée par laquelle des fluides intramédullaires peuvent être perfusés chez les nouveau-nés.
Il peut être fracturé en même temps que la tubérosité du tibia.
Il a été utilisé comme source de greffes osseuses.